# Liste des comtes d'Allemagne
Cet article recense les comtes du monde germanique de manière non-exhaustive.

## Liste
| Familles                            | Blason | Histoire | Origine    |
| ----------------------------------- | ------ | --- | ---------- |
| - Abensberg-Traun                   |        | Les comtes de la famille Abensberg-Traun, qui appartiennent aux familles les plus célèbres d'Autriche, tirent leurs origines du comte Balm c. Ahensperg et Rohr, Burgraves de Ratisbonne, ah. Le comte Othon reçut en 1705 de Léopold Ier, la dignité de grand-banneret de l'archiduché d'Autriche, qui s'est conservée dans la première des deux branches de cette famille.                                                                                                | Autriche   |
| - Adelmann von Adelmannsfelden (de) |        | La maison ancestrale de cette famille souabe est le château d'Adelmannsfelden, situé près d'Ellwangen, qui faisait autrefois partie du Virnegrund (Wernitzgrund). La famille était connue dès 878 et sous le nom de Bucelini, Seyfried c. Adelmannsfelden, qui vécut vers 1236. Rath au Vicariat bavarois le 22 septembre 1790 au rang de comte impérial. Il laissa trois fils, dont le plus jeune, Clemens Wenzeslaus, quitta le 17 septembre 1771, mourut 19. Fuhr. 1826. | Wurtemberg |
| - Aham (von) (de)                   |        | . | Autriche   |
| - Ahlefeldt (von)                   |        | . | Danemark   |
| - Aichelburg (von)                  |        | . |            |
| - Alrerti von Enno                  |        | . | Tirol      |
| - ALRERTI von Poja                  |        | . | Tirol      |
| - Alten (von)                       |        | . | Hanovre    |
| - Althann (von)                     |        | . | Autriche   |
| - Alvensleben (von)                 |        | . | Prusse     |
| - Andlaw (von)                      |        | . | Bade       |
| - Apponyi (von)                     |        | . | Hongrie    |
| - Arco (von)                        |        | . | Bavière    |
| - Armansperg (von)                  |        | . | Bavière    |
| - Arnim (von)                       |        | . | Prusse     |
| - Arz von Wasegg                    |        | . | Autriche   |